# Uniconazol
Uniconazol ist ein Pflanzenwachstumsverzögerer aus der Klasse der Triazole. Es wirkt bei einer großen Zahl von Pflanzen und inhibiert die Produktion von Gibberellinen.

## Verwendung
Uniconazol wird auf Pflanzen appliziert, um ihr Wachstum zu verringern. Es wird häufig auf ausdauernden Pflanzen verwendet, um sie auf einer marktgängigen Größe zu halten oder ihre Blüte zu verzögern. Nach der Applikation erscheinen die Blätter der Pflanze häufig dunkler, da Uniconazol den Chlorophyll-Gehalt erhöht.

## Formulierungen
Folgende Produkte, die Uniconazol enthalten, sind für den Gebrauch an Zierpflanzen als Wachstumsregulator in den USA zugelassen:
- Concise[4]
- Sumagic[5]

Sunny ist ein australisches Produkt, welches für die Anwendung an Avocado-Bäumen zugelassen ist. Es verbessert die Fruchtgröße und Qualität.

## Applikation
Uniconazolhaltige Formulierungen können direkt auf die Blätter der Pflanze gesprüht werden oder auf dem Boden appliziert werden.  Nach der Aufnahme durch die Wurzeln der Pflanze wird Uniconazol in das Xylem verlagert.

## Übermäßige Applikation
Die übermäßige Applikation von wachstumshemmenden Stoffen kann zum Tod der Pflanze führen. Um die Hemmung durch das Uniconazol umzukehren, können Gibberelline und Benzylaminopurin appliziert werden. Das in den USA erhältliche Product Fresco ist dafür zugelassen.

## Zulassungsstatus
In den Staaten der EU und in der Schweiz sind Pflanzenschutzmittel mit dem Wirkstoff Uniconazol nicht zugelassen.